# Stenothoides bassarginensis
Stenothoides bassarginensis är en kräftdjursart. Stenothoides bassarginensis ingår i släktet Stenothoides och familjen Stenothoidae. Inga underarter finns listade i Catalogue of Life.